# Anthems (EP)
Anthems es un EP de la banda estadounidense Anthrax, publicado el 19 de marzo de 2013 por Megaforce Records en Norteamérica y por Nuclear Blast en Europa. Fue el último trabajo discográfico de la banda con Rob Caggiano, quien abandonó la agrupación luego de su lanzamiento. El EP contiene en su mayoría covers de bandas que influenciaron a Anthrax como Rush, AC/DC, Boston, Cheap Trick y Journey.

## Lista de canciones
| N.º | Título                      | Escritor(es)                           | Duración |  |
| 1.  | «Anthem» (Rush)             | Geddy Lee, Alex Lifeson, Neil Peart    | 4:37     |  |
| 2.  | «T.N.T.» (AC/DC)            | Angus Young, Malcolm Young, Bon Scott  | 3:37     |  |
| 3.  | «Smokin'» (Boston)          | Brad Delp, Tom Scholz                  | 4:20     |  |
| 4.  | «Keep on Runnin'» (Journey) | Jonathan Cain, Steve Perry, Neal Schon | 3:42     |  |
| 5.  | «Big Eyes» (Cheap Trick)    | Rick Nielsen                           | 3:16     |  |
| 6.  | «Jailbreak» (Thin Lizzy)    | Phil Lynott                            | 4:06     |  |
| 7.  | «Crawl» (album version)     | Anthrax                                | 5:00     |  |
| 8.  | «Crawl» (Orc mix)           | Anthrax                                | 5:02     |  |

## Créditos
- Joey Belladonna – voz
- Scott Ian – guitarra rítmica, voz
- Frank Bello – bajo, voz
- Charlie Benante – batería
- Rob Caggiano – guitarra líder